# Pierre-Yves Bournazel
Pierre-Yves Bournazel (nascido em 31 de agosto de 1977) é um político francês do partido Agir que representa o 18º círculo eleitoral de Paris na Assembleia Nacional desde 2017.

## Carreira política

### Carreira na política local
Quando Françoise de Panafieu foi escolhida como candidata da UMP para as eleições municipais de Paris em 2008, Bournazel tornou-se o seu conselheiro político e mais tarde um de seus dois porta-vozes - juntamente com Jean-François Lamour - durante a campanha eleitoral. Antes das eleições de 2014, ele perdeu as primárias do partido contra Nathalie Kosciusko-Morizet.

### Carreira na política nacional
Bournazel apoiou Alain Juppé nas primárias das presidenciais dos republicanos de 2016. A meio do caso Fillon, ele anunciou que não apoiaria mais a campanha dos republicanos.
Nas eleições legislativas francesas de 2017, Bournazel foi eleito para a Assembleia Nacional pelo 18º círculo eleitoral de Paris, vencendo Myriam El Khomri. No parlamento, ele tem servido desde então na Comissão de Assuntos Culturais e Educação.
Em novembro de 2017, Bournazel juntou-se ao novo partido Agir.
Bournazel anunciou que concorreria nas eleições municipais de Paris em 2020 como candidato independente. Contudo, ele renunciou à sua candidatura em 16 de janeiro de 2020; ao invés disso ele tornou-se o porta-voz da campanha do candidato Agnès Buzyn do LREM.

## Outras actividades
- Centre Pompidou, Membro do Conselho de Administração[10]